# Leopard (automobile)
Pour les articles homonymes, voir Léopard (homonymie).
Leopard est un constructeur automobile polonais.
- Prix : 150 000 euros

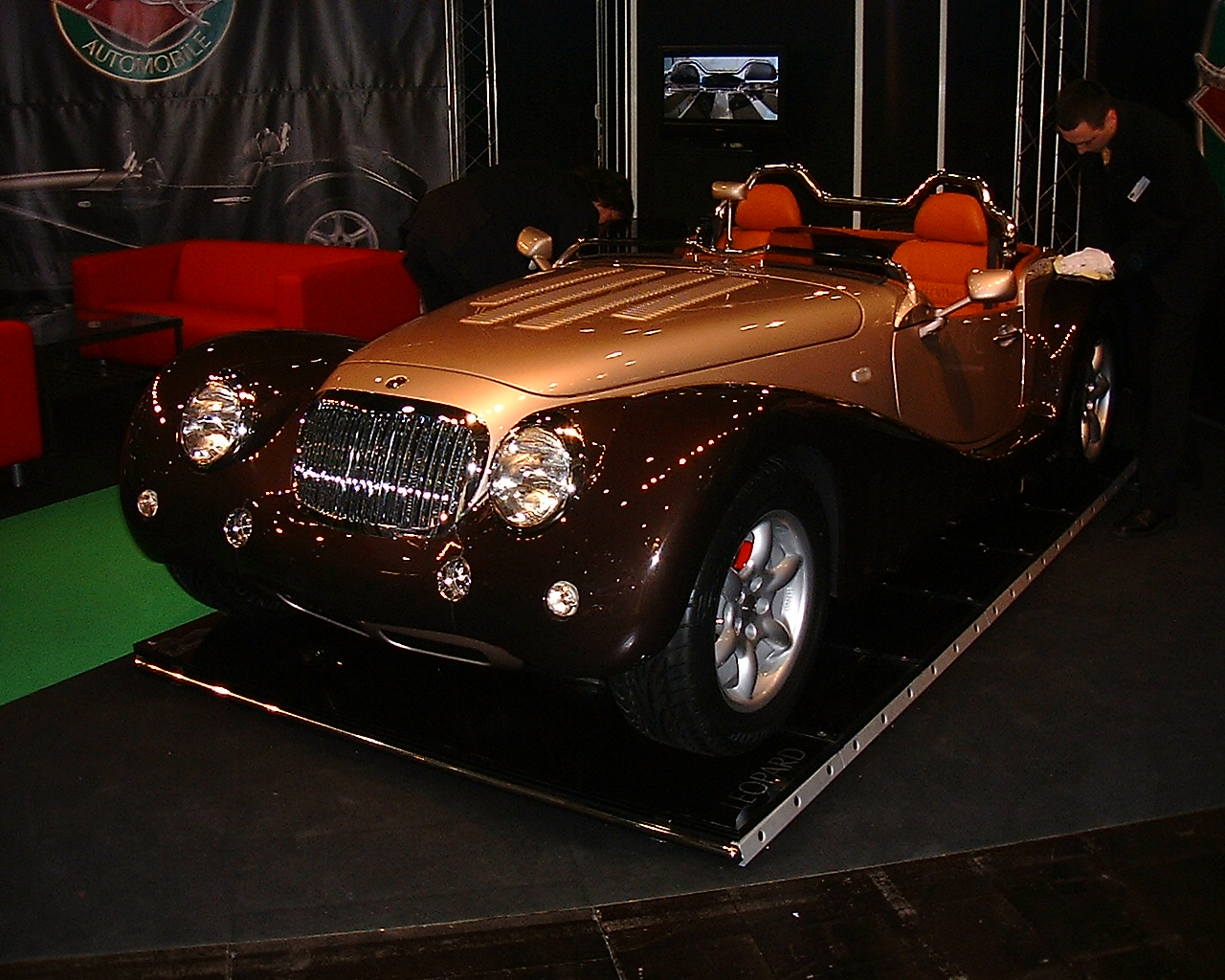
Leopard 6-litre en AMI 2007 en Leipzig (d'Allemagne)

- Puissance : 405 chevaux à 6 000 tr/min
- Couple: 542 N m à 4 400 tr/min
- Poids : 1 150 kg (à vide)
- Vitesse maxi : 250 km/h
- 0-100 km/h : 4,0 s
- Cylindrée : 6 litres (5 967 cm3) sur 8 cylindres.
- Alimentation : 4 soupapes par cylindre